# Castelo de Belvedere

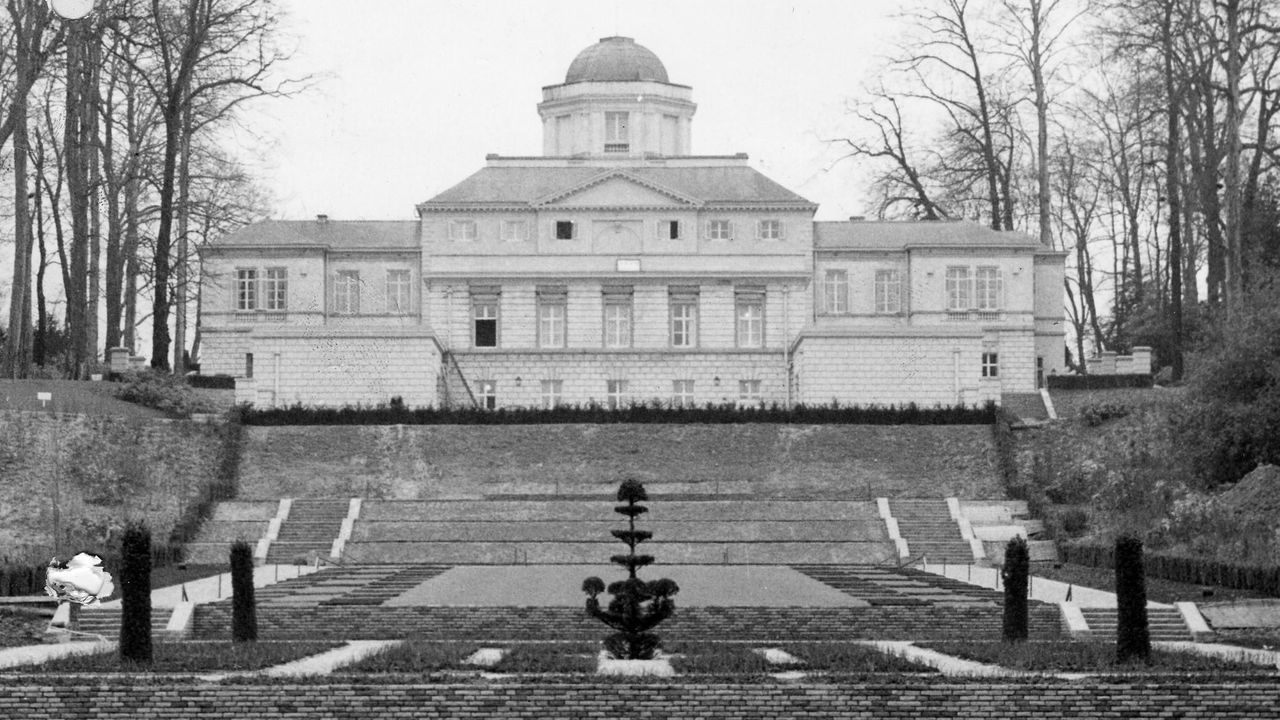
O Belvedere após as reformas de décadas atrás

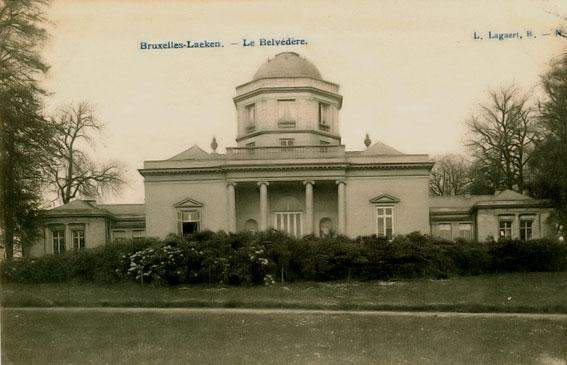
O Belvedere em 1900

O Castelo de Belvedere (também Castelo de Belvédère) é um castelo pertencente à Família Real da Bélgica.
Está situado próximo ao Castelo Real de Laeken, em Bruxelas, e é a residência do rei Alberto II da Bélgica e de sua esposa, a rainha Paola.

## História
Construído nos anos de 1780,  o castelo foi comprado pelo rei Leopoldo II em 1867 para sua irmã, Carlota da Bélgica, que, no entanto, preferiu morar em Tervuren.
Anos depois, em 1890, quando ele então servia de residência para o próprio rei e sua esposa Maria Henriqueta, Belvedere pegou fogo e teve que passar por uma restauração, após o que passou a ser a o lar da filha mais nova do casal, Clementina da Bélgica.
Após o casamento de Clementina, que se mudou de país com o marido Vítor Bonaparte, o local passou a servir como residência de membros da corte.
Em 1958 Belvedere foi a sede da exposição World Expo e a partir de julho de 1959, após o casamento de Alberto e Paola, passou a ser a residência do casal e de seus filhos (foto de Alberto com os filhos nos jardins de Belevedere em 1965).

## Curiosidades
- Belvedere foi o local de nascimento do atual rei dos belgas, Filipe, e de seus irmãos Astrid e Lourenço;[3]
- Em outubro de 2020, Belvedere foi o local do primeiro encontro oficial do rei Alberto e da rainha Paola com a filha ilegítima de Alberto, Delphine.[2]